# 格列布·弗谢斯拉维奇
格列布·弗谢斯拉维奇 （俄语：Глеб Всеславич，?—1119年9月13日），古罗斯王公，明斯克王公（1101年－1119年），波洛茨克王公（1116年－1119年在位）。他是明斯克的第一位王公，明斯克公王朝的始祖。
格列布·弗谢斯拉维奇为波洛茨克王公弗谢斯拉夫·布里亚奇斯拉维奇之子，1101年被父亲分封到明斯克。1104年，几个王公企图夺取他的领地，但没有成功。1106年，格列布与其他波洛茨克王子一起与波罗的海沿岸部落作战，遭到惨败。1116年格列布·弗谢斯拉维奇与基辅大公弗拉基米尔·莫诺马赫爆发冲突。弗拉基米尔·莫诺马赫纠集了几位王公讨伐格列布·弗谢斯拉维奇，在经过了几个月的围困后，格列布被迫屈服。在格列布承诺不再进攻莫诺马赫的领地后，明斯克又被交还到他手中。
但是在1119年，格列布·弗谢斯拉维奇又开始了新的战争，率军攻入斯摩棱斯克附近地区。弗拉基米尔·莫诺马赫之子姆斯季斯拉夫·弗拉基米罗维奇打败并俘虏了格列布·弗谢斯拉维奇，把他押送到基辅。格列布·弗谢斯拉维奇在监禁中去世，明斯克被弗拉基米尔·莫诺马赫置于基辅大公统治之下。

## 家庭
- 妻子：安娜斯塔西娅·亚罗波尔科芙娜，弗拉基米尔-沃伦斯基王公亚罗波尔克·伊贾斯拉维奇之女，1090年结婚
- 子女：

1. 罗斯季斯拉夫·格列波维奇
2. 弗谢沃洛德·格列波维奇
3. 沃洛达里·格列波维奇
4. 伊贾斯拉夫·格列波维奇

| 前任： 罗曼·弗谢斯拉维奇 | 波洛茨克王公 1116~1119 | 繼任： 鲍里斯·弗谢斯拉维奇     |
| 前任： 无                | 明斯克王公 1101~1119   | 繼任： 罗斯季斯拉夫·格列波维奇 |